# ゲンナジー・チェルカーソフ
ゲンナジー・コンスタンティノヴィチ・チェルカーソフ（ロシア語:  Геннадий Константинович Черкасов, ラテン文字転写例: Gennadij Konstantinovich Cherkasov, 1930年2月23日 - 2002年10月3日）は、ソビエト連邦出身の指揮者。

## 経歴
レニングラードの生まれ。９歳の時にモスクワに移住。モスクワ音楽院に進学し、サムイル・フェインベルクにピアノ、レオ・ギンズブルクに指揮法をそれぞれ師事した。また1958年にはパリ音楽院にも短期留学している。1961年にモスクワ音楽院を卒業し、翌年からボリショイ劇場の副指揮者を務めた。1964年からモスクワ・オペレッタ劇場の首席指揮者に転任し、1972年までその職務に当たった。1972年から全ソ連放送の音楽部長を務めた。1984年からモスクワ音楽院学生管弦楽団の芸術監督に就任している。
モスクワにて没。